# Kærlighed ved første hik (film)
 For alternative betydninger, se Kærlighed ved første hik. (Se også artikler, som begynder med Kærlighed ved første hik)
Kærlighed ved første hik er en dansk komediefilm fra 1999, som er instrueret af Tomas Villum Jensen efter manuskript af Søren Frellesen og produceret af Regner Grasten. Filmen er en filmatisering af Dennis Jürgensens ungdomsroman af samme navn fra 1981, og handler om den unge Viktors store forelskelse og kamp for at blive kæreste med den søde og populære Anja. Medvirkende i filmen er bl.a. Robert Hansen, Sofie Lassen-Kahlke, Joachim Knop og Mira Wanting. 
Filmen havde biografpremiere den 15. oktober 1999 og blev en stor biograf-succes med ca. 521.000 solgte biografbilletter i Danmark.  
Filmen er siden blevet efterfulgt af filmene Anja og Viktor (2001), Anja efter Viktor (2003), Anja og Viktor - Brændende kærlighed (2007) og Anja og Viktor - i medgang og modgang (2008). 

## Handling
Den generte og kejtede Viktor Knudsen (Robert Hansen), der går i 1.G er håbløst forelsker i den dejlige og smukke 18 årige 3.G'er Anja (Sofie Lassen-Kahlke). Men rigmands sønnen – den smarte og velhavende Peter (Joachim Knop), der kører i sportsvogn vil ligeledes også være mere end bare venner med Anja. Viktors to bedste venner Thorkild (Karl Bille) og Nikolaj (Jonas Gülstorff) råder Viktor til at få Anja ud af hovedet. Viktor inviterer Anja med til Thorkilds fest, men Anja er dog ikke meget for at tage med, men hendes bedste veninde Gitte (Mira Wanting) overtaler hende. De to pigers tanker og snak drejer sig meget om sex og om at prøve det. Anja siger, at hun har lyst til  sex med Peter.
Victor står i garderoben, da Anja og Gitte ankommer. I sin generthed siger han, at hun har en flot jakke – den flotteste han har set hele aften. Han må på toilettet for at få noget vand i hovedet og afkøle sig. Da han endelig får mod til at gå hen mod hende og byde hende op til dans, får han hikke. Utallige er forsøgene på at stoppe Viktors hikke, men uden held. Anja siger: "Du får et kæmpe kys at mig, hvis du kan hikke engang til." Viktor drømmer, at de to kysser hinanden – men han falder hurtigt tilbage til virkeligheden og må indse, at han ikke længere kan hikke. Anja og Gitte tager en taxa til byen. Ved morgenbordet dagen efter spørger Viktors lillebror Esben (Rasmus Albeck) ham, om han fik noget "fisse" – Det får moderen (Karen-Lise Mynster) til at be' om et andet sprog. Næste dag i skolen presser Thorkild og Nikolaj Viktor til at tale med Anja. Hans forsøg forhindres dog af Peter, som gør nar af ham i forbindelse med hans hikkeshow ved festen. Viktor lillebror Esben og Anjas lillebror Brian (Sebastian Jessen) skriver en falsk indbydelse til Anjas 18 års fødselsdag. Da Viktor modtager den ringer han til Anja, men det er hendes lillebror Brian, der tager den. Brian betror Viktor, at hvis han vil gøre hende rigtig glad, så skal han købe en tarantel edderkop til hende.
Ved fødselsdagen bliver Anja meget overrasket over Viktors ankomst. Edderkoppen giver meget uro og fornøjelse i selskabet, og Peter saboterer Viktors forsøg på at fange den. Han spænder ben for Viktor, som vælter og bliver slået bevidstløs og vågner efterfølgende på Anja værelse – med hikke. Anja når dog ikke at kysse Viktor, da hendes far Willy (Kristian Halken) forstyrrer dem. Viktor kommer forbi dagen efter og inviterer Anja med i skoven. Peter prøver at forhindre det, da de i forvejen havde en aftale om at tage i BonBon-Land. Thorkild og Nikolaj har uden Viktors viden lejet en kanotur til dem. Mens de ligger i kanoen kommer deres samtale helt automatisk ind på sex, og efter lidt snak erkender de, at ingen af dem har prøvet det. De laver så en aftale; Viktor skal købe kondomer, og så skal han komme forbi, mens hendes forældre er til bridge. Dog er Viktor for genert til at købe kondomer og får sin lillebror til det.
En biograftur ender dog galt for Viktor, da en fremmed ung pige kysser ham foran Anja og Gitte, hvilket får Anja til at råbe og græde og løbe væk. Det viser sig, at det er Peter, der har betalt sin kusine for at gøre det – hvilket Esben og Brian har på bånd. Viktor får båndet og låner Thorkilds Puch Maxi for at køre hen til Anja og vise hende båndet, men han kommer ud for et færdselsuheld og brækker benet. Anja besøger ham på hospitalet og undskylder, at hun ikke troede på ham. Hun siger: "Mine forældre er væk i hele weekenden, så vi har huset helt for selv." Men Viktor er ikke optimistisk: han er bekymret for sit ben. Anja siger smilende til Viktor: "det er jo ikke benet du skal bruge.". Filmen slutter med, at Thorkild, Nikolaj og Gitte har malet med hvid maling på Peters sorte Porsche, og til slut ser han Anja og Viktor i Esbens og Brians videokamera, hvor de begynder at røre ved hinanden, men kameraet går død for strøm og her slutter filmen.

## Medvirkende
| Skuespiller             | Rolle                    |
| ----------------------- | ------------------------ |
| Robert Hansen           | Viktor Knudsen           |
| Sofie Lassen-Kahlke     | Anja Poulsen             |
| Joachim Knop            | Peter                    |
| Jonas Gülstorff         | Nikolaj                  |
| Karl Bille              | Torkild                  |
| Mira Wanting            | Gitte                    |
| Helle Fargralid         | Lotte, Peters kusine     |
| Jens Andersen           | Arne                     |
| Kristian Halken         | Willy, Anjas far         |
| Inge Sofie Skovbo       | Jette, Anjas mor         |
| Sebastian Jessen        | Brian, Anjas lillebror   |
| Claus Bue               | Kristian, Viktors far    |
| Karen Lise-Mynster      | Bente, Viktors mor       |
| Rasmus Albeck           | Esben, Viktors lillebror |
| Thomas Bo Larsen        | Historielærer            |
| Preben Harris           | Købmand                  |
| Anne-Grethe Bjarup Riis | Dyrehandler              |
| Lasse Lunderskov        | Onkel Finn               |
| Sonja Oppenhagen        | Tante Elisabeth          |

## Produktion
Filmproducent Regner Grasten fra Grasten Film henvendte sig i 1997 til analyse- og rådgivningsfirmaet MEGAFON, fordi han så et filmpotentiale i bogen Kærlighed ved første hik af Dennis Jürgensen om den "første gang" og teenageårene. Bogen er læst af 600.000 danskere. Da Kærlighed ved første hik primært er en teenagebog ville Regner gerne sikre sig, at bogen rummede materiale nok til en ægte familiefilm og derved kunne tiltrække en bredere målgruppe end blot de unge. MEGAFON fik fra starten frie hænder til valg af testmetoder til at undersøge, om bogen overhovedet egnede sig til at blive filmatiseret. Regner Grasten var derfor indstillet på at droppe filmprojektet, hvis undersøgelserne viste, at bogen ikke indeholdt de kvaliteter, som han havde forestillet sig.
Undersøgelsen viste, at der var en positiv holdning til en filmatisering af bogen, og filmmanuskriptet blev bygget op i høj grad ud fra respondenternes opfattelse af bogen. Sofie Lassen-Kahlke og Robert Hansen havde spillet overfor hinanden i 1994 i Sven Methlings familiefilm Vildbassen.